# Maaka jezik
Maaka jezik (ISO 639-3: mew; maga, magha, maha, maka), afrazijski jezik zapadnočadske skupine čadskih jezika, kojim govori oko 10 000 ljudi (1993) u nigerijskoj državi Borno u LGA Gujba, grad Bara i okolni zaseoci.
Jezik maaka (govore ga pripadnici naroda Maha) klasificira se užoj skupini A.2. bole-tangale, i podskupini pravih bole jezika

## Vanjske poveznice
- Ethnologue (14th)
- Ethnologue (15th)